# Bi-Polar (álbum de Vanilla Ice)
Bi-Polar es el cuarto álbum de estudio del rapero Vanilla Ice. Es el segundo lanzamiento independiente del rapero, después de Hooked. 
La canción "Unbreakable" fue rehecha para Dance Dance Revolution II como "Still Unbreakable", con versos adicionales del propio Vanilla Ice y producción del artista interno de Konami, Des-ROW.
En 2002, el álbum vendió 10.645 copias en los Estados Unidos.

## Producción
El álbum fue inicialmente planeado como un álbum doble que constaba de un disco de música rock ( Skabz ) y un disco de música hip hop ( Bomb Tha System ). Antes de su lanzamiento, se decidió que las dos partes del álbum se lanzarían en un solo disco, con cada parte etiquetada. Cada lado del folleto presenta una portada diferente para cada parte. Skabz presenta apariciones de figuras de la música heavy metal como el ex guitarrista de Slipknot Josh "Gnar" Brainard, Roy Mayorga y Billy Milano. Bomb Tha System presenta notablemente apariciones de Cyco de Insane Poetry , Chuck D (famoso por Public Enemy ), Insane Clown Posse y La the Darkman, afiliada de Wu-Tang Clan. En la publicidad inicial del álbum, Vanilla Ice afirmó que el álbum contaría con una aparición especial de Lenny Kravitz.
Aunque Vanilla Ice aparece en los créditos como "V-Ice" y "Ice" en el álbum, nunca hubo intención de cambiar su nombre artístico. El artista dijo: "La gente me hace esa pregunta [...] no hay cambio de nombre. Estoy orgulloso de ello y no estoy tratando de huir de nada ni esconderme de nada".

## Lista de canciones
Skabz:
1. "Introduction" - 0:11
2. "Nothing Is Real" - 4:26
3. "Molton" - 3:13
4. "Mudd Munster" - 3:24
5. "Exhale" - 2:56
6. "Hate" - 5:24
7. "Primal Side" - 5:23
8. "I Know" - 4:43
Bomb Tha System:
9. "Hip Hop Intro" - 0:10
10. "Hip Hop Rules" - 4:32
11. "O.K.S." - 3:40
12. "Dirty South" - 3:42
13. "Hot Sex" - 4:50
14. "Unbreakable" - 3:09
15. "Detonator" - 3:38
16. "Elvis Killed Kennedy" - 3:40
17. "Insane Killas" - 5:02
18. "Tha Weed Song" - 5:15
19. "Get Your Ass Up" - 2:53
20. "Crash And Burn" - 0:47
21. "Vampiro" - 0:13
22. "MC & Slasher" - 0:10
23. "Anthropology 101" - 0:15
24. "White Trash" - 0:26